# Patersonia juncea
Patersonia juncea är en irisväxtart som beskrevs av John Lindley. Patersonia juncea ingår i släktet Patersonia och familjen irisväxter. Inga underarter finns listade i Catalogue of Life.